# Azolla japonica
Azolla japonica és una espècie de falguera aquàtica originària de les regions de clima temperat d'Amèrica.
És una falguera flotant heteròspora, de 2,5 (10) cm. Són plantes poligonals o triangulars. Els seus esporòfits tenen fulles 2-lobulades i rizomes. El lòbul inferior de les fulles normalment és més gran que el superior i això els permet flotar. Són plantes de color verd fosc o rogenc que floten individualment o en mates arribant a un gruix sobre l'aigua de 20 cm. Fan simbiosi amb cianobacteris fixadores de nitrogen de l'espècie Anabaena azollae.

## Usos
S'usa com adob verd en el cultiu de l'arròs al nord del Vietnam.